# Фолгефонн (ледник)
Фолгефонн (норв. Folgefonna), также Фолгефонни — общее название для трёх ледников на плато в районе Хордаланн, Норвегия. Они расположены на полуострове Фолгефонн на территориях коммун Одда, Йондал, Квиннхерад и Этне.
Фолгефонн состоит из трёх ледников:
- Норде (норв. Nordre, северный ледник) Фолгефонн, площадью 26 квадратных километров;
- Мидтре (норв. Midtre, центральный ледник) Фолгефонн, площадью 11 квадратных километров;
- Сондре (норв. Søndre, южный ледник) Фолгефонн, площадью 167 квадратных километров, что делает его третьим по величине ледником в материковой части Норвегии[4].

В общей сложности Фолгефонн занимает площадь около 207 квадратных километров (измерено в 2006 году). 14 мая 2005 года был создан Национальный парк Фолгефонн, защищающий ледники и прилегающие районы.
В северной части ледника расположен летний горнолыжный курорт. Большинство людей, которые посещают город Одда, обычно совершают прогулку к Бёйабреен (часть Фолгефонна).
Название Фолгефонн состоит из двух частей: первая, Folge означает «тонкий слой снега», а вторая, Fonn — «масса снега, ледники из снега».

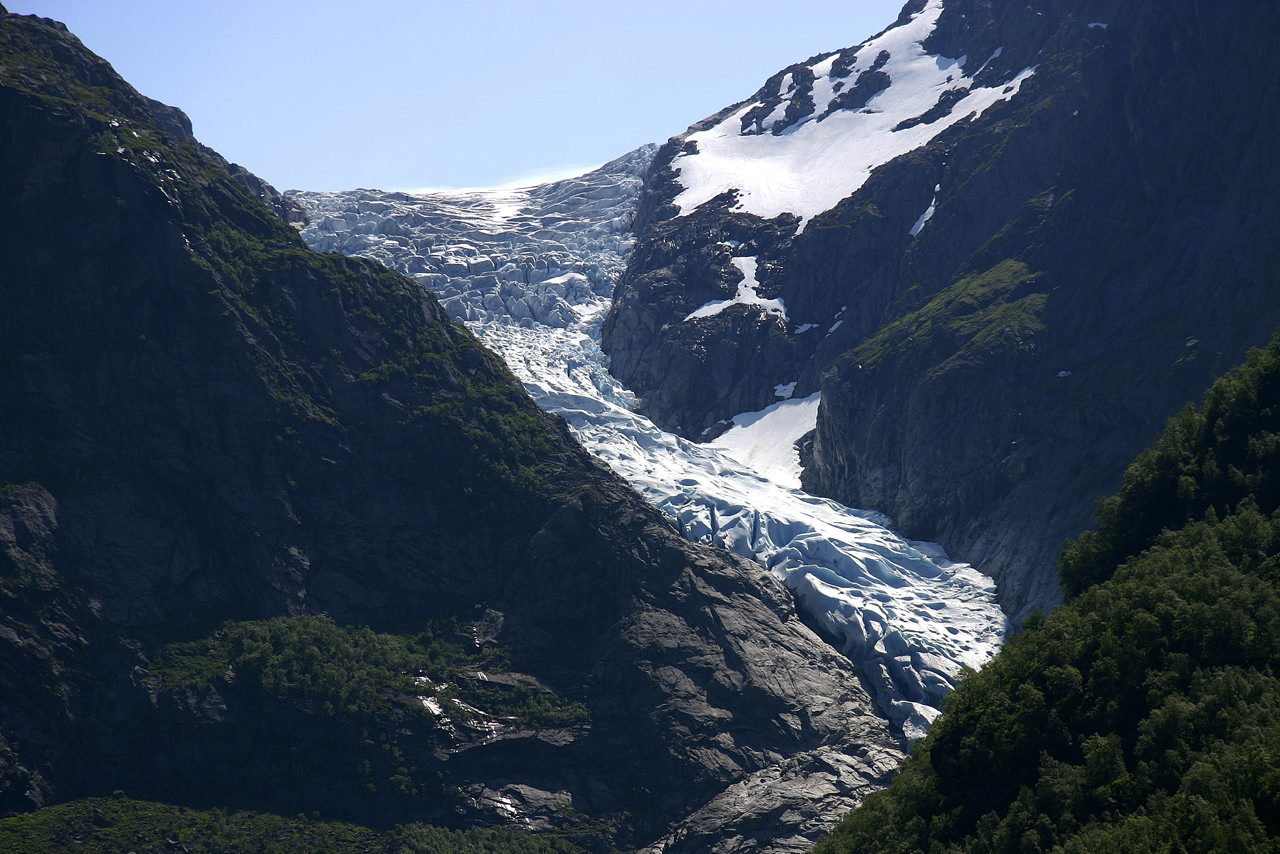
Бондхусбреен - часть ледника
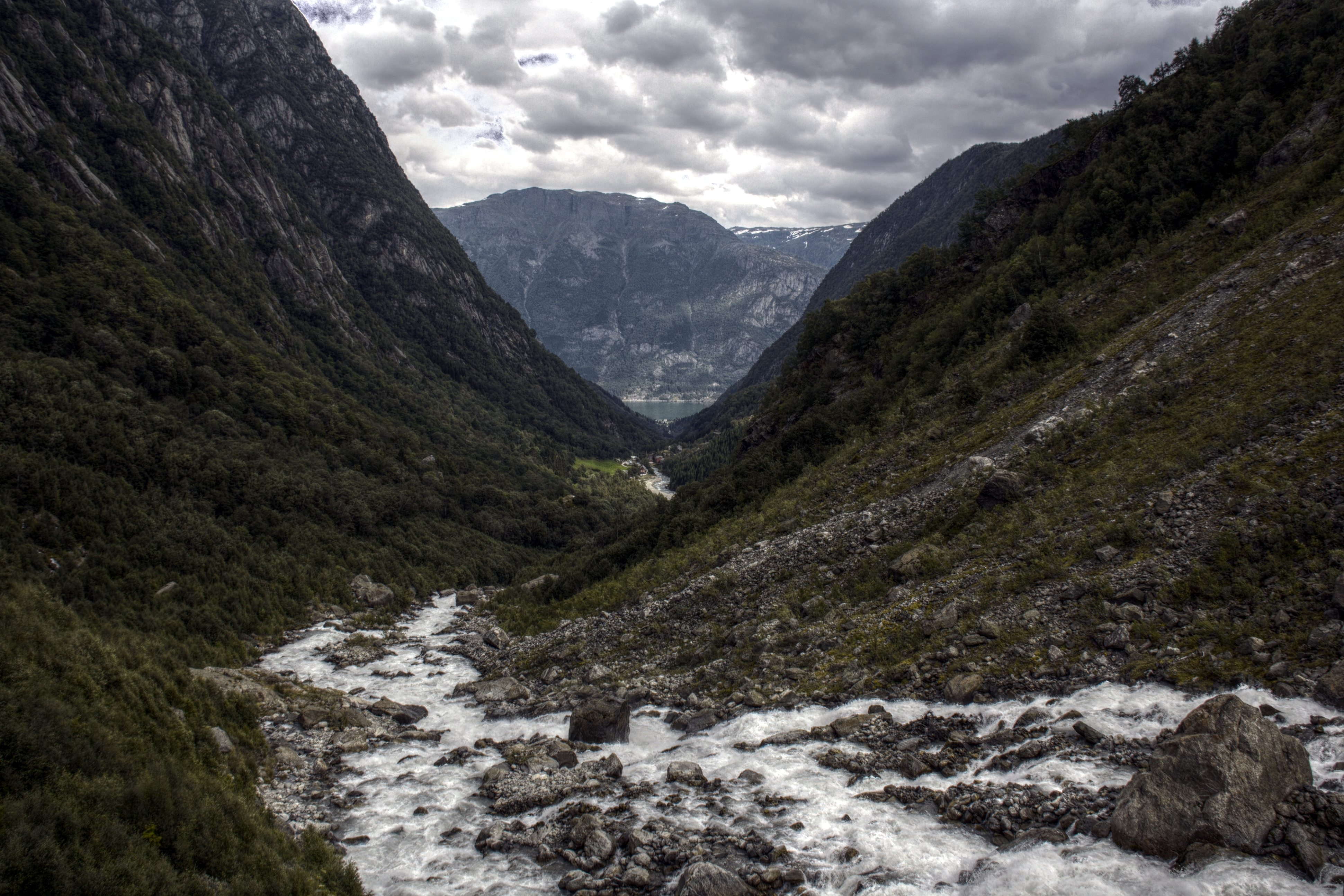
Вид с ледника вниз
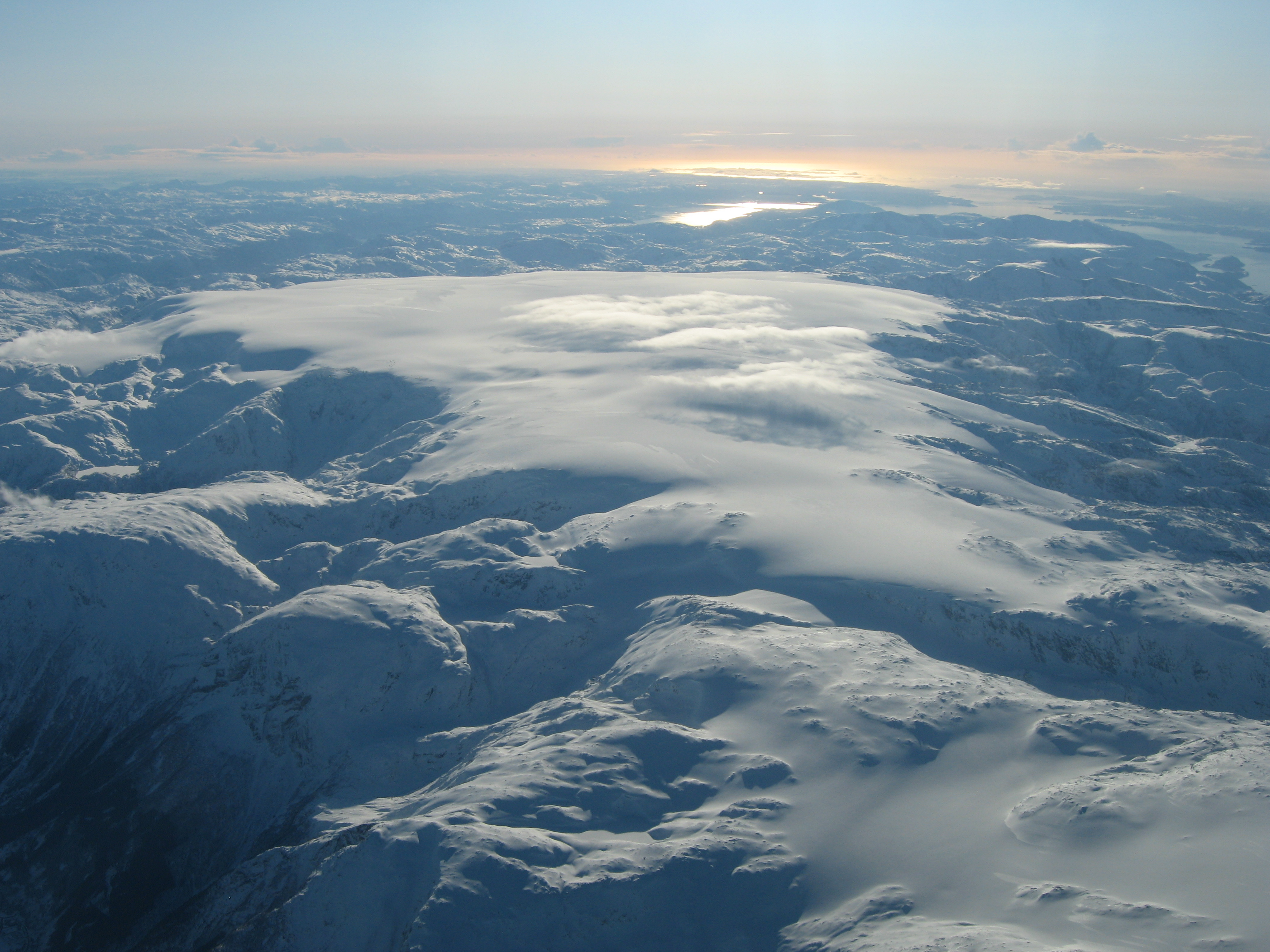
Вид на ледник с воздуха
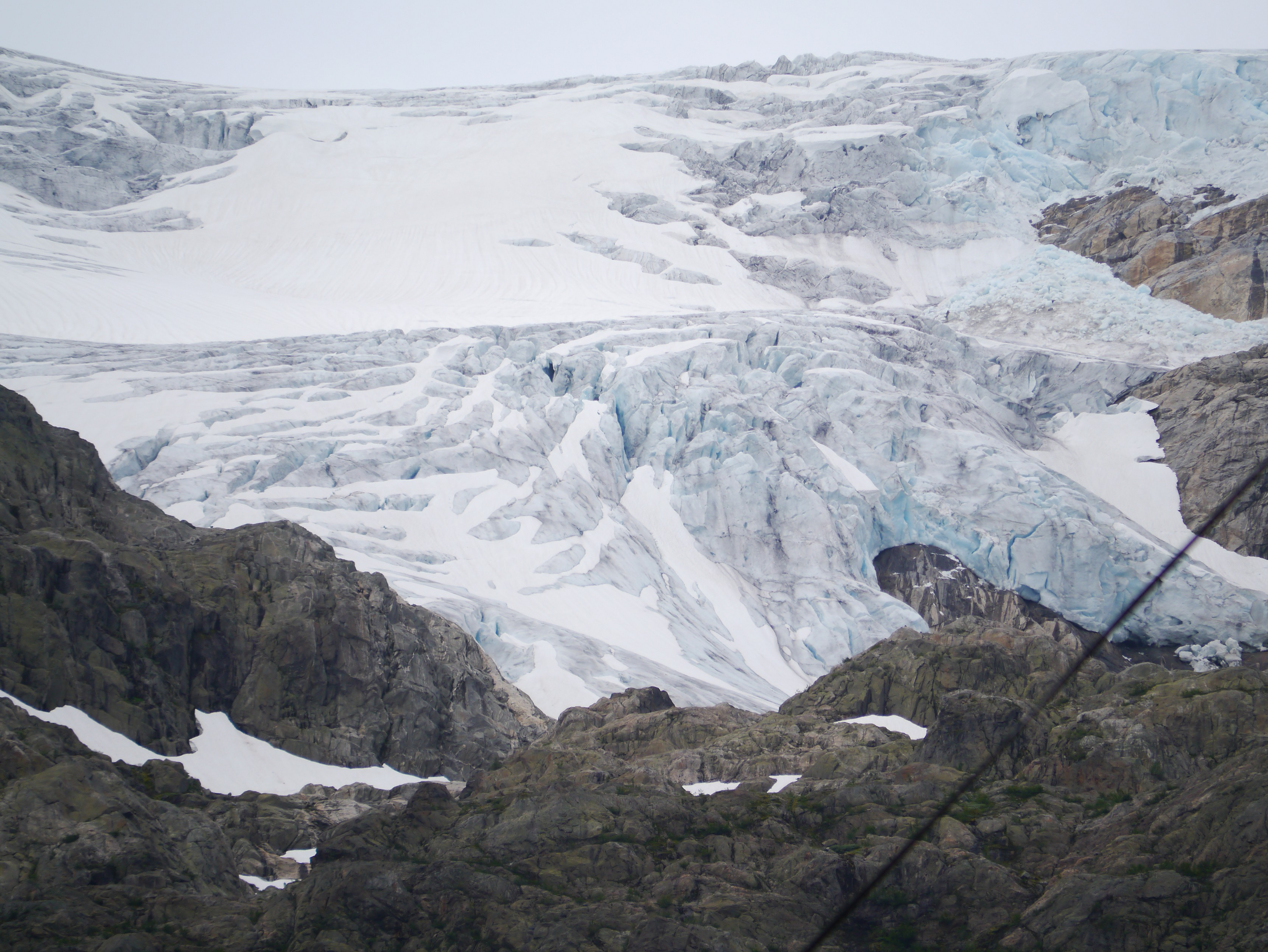
Ледник вблизи
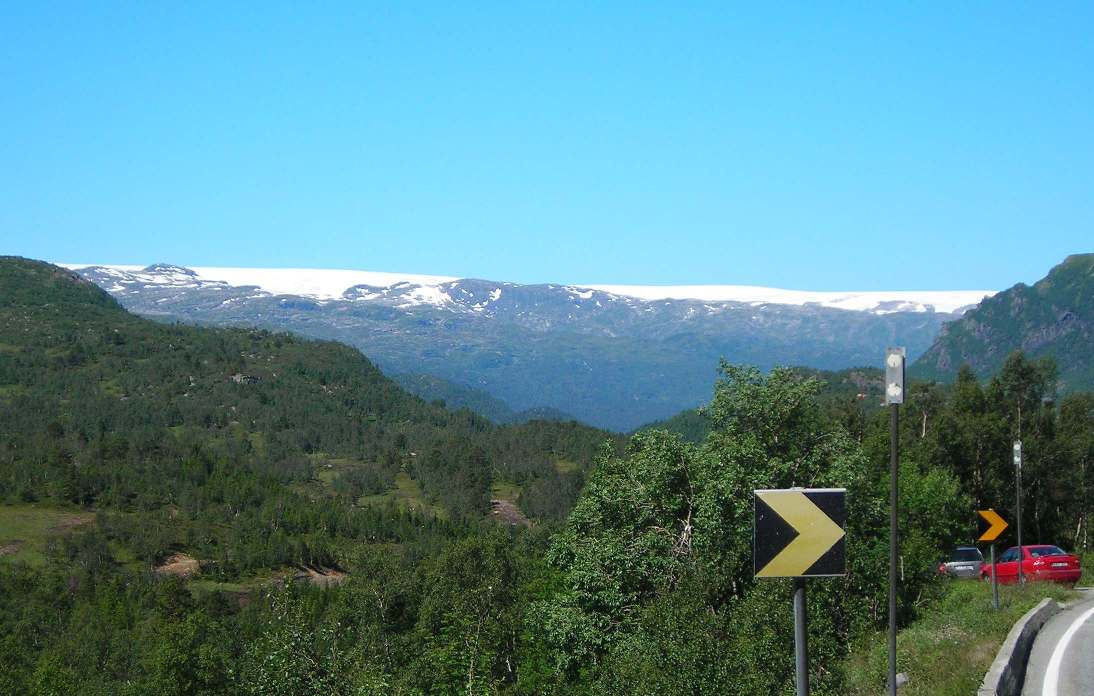
Вид на ледник с трассы E134